# Austrocnemis maccullochi
Austrocnemis maccullochi är en trollsländeart som först beskrevs av Tillyard 1926.  Austrocnemis maccullochi ingår i släktet Austrocnemis och familjen dammflicksländor. Inga underarter finns listade i Catalogue of Life.